# ناگوا
ناگوا (به لاتین: Nagua) یک شهر در جمهوری دومینیکن است که در سانتو دومینگو واقع شده‌است.

## خصوصیات
ناگوا ۵۵۲٫۷۱ کیلومترمربع مساحت و ۷۹٬۴۲۰ نفر جمعیت دارد و ۳ متر بالاتر از سطح دریا واقع شده‌است.